# Oligosaharid 4-a-D-glukoziltransferaza
Oligosaharid 4-a--glukoziltransferaza (EC 2.4.1.161, amilaza III, 1,4-alfa-glukan:1,4-alfa-glukan 4-alfa-glukoziltransferaza, 1,4-alfa-D-glukan:1,4-alfa-D-glukan 4-alfa--glukoziltransferaza) je enzim sa sistematskim imenom (1->4)-alfa-D-glukan:(1->4)-alfa-D-glukan 4-alfa--glukoziltransferaza. Ovaj enzim katalizuje sledeću hemijsku reakciju
Prenosi neredukujući terminalni alfa-D-glukozni ostatak sa (1->4)-alfa-D-glukana na poziciju-4 alfa-D-glukana
Ovaj enzim deluje na amiloze, amilopektin, glikogen i maltooligosaharide. On nije aktivan na maltozi.

## Literatura
- Nicholas C. Price; Lewis Stevens (1999). Fundamentals of Enzymology: The Cell and Molecular Biology of Catalytic Proteins (Third изд.). USA: Oxford University Press. ISBN 019850229X.
- Eric J. Toone (2006). Advances in Enzymology and Related Areas of Molecular Biology, Protein Evolution (Volume 75 изд.). Wiley-Interscience. ISBN 0471205036.
- Branden C; Tooze J. Introduction to Protein Structure. New York, NY: Garland Publishing. ISBN 0-8153-2305-0.
- Irwin H. Segel. Enzyme Kinetics: Behavior and Analysis of Rapid Equilibrium and Steady-State Enzyme Systems (Book 44 изд.). Wiley Classics Library. ISBN 0471303097.

## Spoljašnje veze
- Oligosaccharide+4-alpha-D-glucosyltransferase на 